# Maxwell Elrington
Maxwell Elrington, britanski general, * 1899, † 1945.